# Harmothoe reticulata
Harmothoe reticulata är en ringmaskart som först beskrevs av Jean Louis René Antoine Édouard Claparède 1870.  Harmothoe reticulata ingår i släktet Harmothoe och familjen Polynoidae. Inga underarter finns listade i Catalogue of Life.